# Fonda, Johnstown and Gloversville Railroad
 (janvier 2022).
Le Fonda, Johnstown and Gloversville Railroad (FJ&G) était un chemin de fer interurbain américain de classe I qui reliait ces villes éponymes jusqu'à Schenectady, New York, sur une longueur de 56 km. Utilisant l'électricité et la vapeur, il assura avec succès un transport lucratif dans le centre-est de l'État de New York entre 1905 et la fin des années 1920. Il transportait les ouvriers, les vendeurs et les cadres, travaillant dans les nombreuses manufactures de gants de la région, vers la gare du New York Central Railroad de Schenectady, où il y avait des correspondances vers New York au sud, ou vers Chicago à l'ouest. Il acheminait aussi du fret avec des connexions vers le New York Central Railroad et le Delaware and Hudson Railroad. La baisse des voyageurs débuta avant la Grande Dépression et se confirma ensuite. Pour inverser la tendance, la compagnie se lança dans un coûteux programme et acheta 5 tram-trains Bullet en 1932, réputés pour leur modernité et leur rapidité; mais le service voyageur fut abandonné en 1936. Le service fret se poursuivit sous la direction du Delaware-Ostego Railroad.

## Les origines
Le FJ&G est créé en 1867, et en 1870, le premier train peut relier Fonda à Glovesville. La ligne, d'une longueur de 56 km, relie Gloversville à Schenectady. D'importantes portions sont électrifiées en 1910, tandis que d'autres, ainsi que des embranchements, nécessitent toujours la traction à vapeur. Glovesville, baptisée ainsi à cause des 237 ganteries qui s'y trouvent en 1905, est située à l'extrémité nord de la ligne électrifiée du FJ&G. Un embranchement pour locomotives à vapeur continue plus au nord vers le Lake Sacandaga, lequel connait une bonne activité touristique en été. Le FJ&G descend vers le sud en direction de Johnstown et de Fonda, puis va vers l'est en longeant la rivière Mohawk pour relier Amsterdam puis Scotia avant d'emprunter son propre pont sur la rivière Mohawk pour terminer dans le centre-ville de  Schenectady en face de la gare du New York Central Railroad. De là les voyageurs peuvent relier New York ou Chicago.

## L'acquisition de voitures Bullet
À la fin des années 1920, le nombre de voyageurs décline. Malgré la Dépression qui sévit depuis 1930, la compagnie décide de renouveler sa flotte de voitures de voyageurs. En 1932, elle fait l'acquisition auprès de J.G. Brill Company à Philadelphie,, de cinq voitures Bullet, légères, rapides, confortables et bien motorisées pour un service interurbain. Les voitures Bullet en livrée orange vif, arrivent toutes les heures à Schenectady. Le nombre de voyageurs augmente pour un temps.

## L'abandon du service voyageur
Mais avec l'augmentation du parc automobile, l'amélioration des routes, l'aggravation de la Dépression et le déclin du commerce des gants, la fréquentation du FJ&G chute à nouveau. De plus en 1935, le pont sur le fleuve Hudson du FJ&G est interdit à la circulation, en raison des dégâts causés par les glaces dix ans plus tôt. Le service voyageur finit par être abandonné en 1936. Les voitures Bullet sont finalement vendues à un chemin de fer interurbain de l'Utah, le Bamberger Railroad,.
Seules deux compagnies achetèrent des voitures Bullet ; la première fut le Philadelphia and Western et la seconde, le FJ&G.

## Le fret et le rachat par la Delaware Otsego
Après l'abandon du service voyageur, le service marchandise continue bien qu'il ne soit jamais important. Les échanges de fret ont lieu avec le New York Central Railroad et le Delaware and Hudson railroad. Mais le déclin du trafic marchandise cause la fermeture de la ligne en janvier 1974 après 104 ans d'activité.
La Delaware Otsego Corporation fait l'acquisition de la ligne en 1974. Après dix ans de trafic déclinant, le dernier train circule en mai 1984. Un ultime train roule sur la ligne en 1988 pour récupérer tous les équipements encore présents.
L’emprise de la ligne est transformée en piste de loisirs.